# Max Whitlock
Max Antony Whitlock (n. 13 ianuarie 1993, Hemel Hempstead, Anglia, Regatul Unit) este un gimnast britanic, campion olimpic la sol și la cal cu mânere din cadrul Jocurilor Olimpice din 2016. La Jocurile Olimpice de la Tokyo a câștigat din nou medalia de aur la cal cu mânere. Este și campion mondial la acest aparat în 2015 și de trei ori campion european pe echipe, la sol și la cal cu mânere respectiv în 2012, 2013 și 2014.

## Legături externe
- en  Prezentare Arhivat în 5 martie 2016, la Wayback Machine. la Federația internațională de gimnastică
- en Max Whitlock la Olympedia.org